# Riemann-Hilbert-Problem
Die Riemann-Hilbert-Probleme (kurz RHP oder auch Riemann-Hilbert-Analysis) sind eine Klasse von mathematischen Problemstellungen, in denen eine komplexwertige Funktion {\displaystyle M} gesucht wird.
Die Problemstellung ist folgende: Gegeben sei eine orientierte, glatte Kurve {\displaystyle \Gamma \in \mathbb {C} } und eine Jump-Funktion {\displaystyle J}, um von einer Seite der Kurve auf die andere Seite zu gelangen. Das Ziel ist es nun, die darunterliegende Funktion {\displaystyle M} zu rekonstruieren, welche analytisch auf {\displaystyle \mathbb {C} \setminus \Gamma } ist.
Die Probleme sind nach den deutschen Mathematikern Bernhard Riemann und David Hilbert benannt und haben mannigfaltige Anwendungen in der Mathematik und Physik, unter anderem trifft man sie in der Theorie der nichtlinearen partiellen Differentialgleichungen an.

## Vorkommen
Viele Problemstellungen lassen sich als Riemann-Hilbert-Probleme formulieren und sind Startpunkt für asymptotische Analyse. Klassische Riemann-Hilbert-Probleme sind das Lösen von Differentialgleichungen wie der Painlevé-Gleichung vom Typ 2 (Airy-Funktion) oder das Finden von orthogonalen Polynome, wie man sie in der Spektraltheorie von Zufallsmatrizen benötigt.
Auch lässt sich das Finden von Lösungen für nichtlineare partielle Differentialgleichungen wie der KdV-Gleichung als RHP formulieren.

## Riemann-Hilbert-Problem
Eine orientierte, glatte Kurve {\displaystyle \Gamma \subset \mathbb {C} } teilt die komplexe Ebene in {\displaystyle \Omega _{+}\cup \Omega _{-}\cup \Gamma } auf, wobei die positive Seite {\displaystyle \Omega _{+}} links von {\displaystyle \Gamma } liegt.
Mit {\displaystyle M_{+}(z)} respektive {\displaystyle M_{-}(z)} bezeichnen wir die Limits von der positiven Seite {\displaystyle x_{+}\in \Omega _{+}} resp. der negativen Seite {\displaystyle x_{-}\in \Omega _{-}} nach {\displaystyle z\in \Gamma }
{\displaystyle M_{+}(z):=\lim \limits _{x_{+}\to z}M(x)}
{\displaystyle M_{-}(z):=\lim \limits _{x_{-}\to z}M(x)},
sofern diese existieren. Weiter sei {\displaystyle u} die Menge der Punkte, in denen sich die Kurve selbst überschneidet. Dann definiere {\displaystyle \Gamma _{u}:=\Gamma \setminus u}.

### Formulierung
Sei {\displaystyle n\in \mathbb {N} }, {\displaystyle \Gamma \subset \mathbb {C} } eine orientierte, glatte Kurve und {\displaystyle J:\Gamma _{u}\to \operatorname {GL} (n,\mathbb {C} )} eine glatte Funktion.
Dann definiert das paar {\displaystyle (\Gamma ,J)} ein Riemann-Hilbert-Problem:
Gesucht wird eine Funktion {\displaystyle M:\mathbb {C} \to \mathbb {C} ^{n\times n}}, so dass
- {\displaystyle M} ist analytisch auf {\displaystyle \mathbb {C} \setminus \Gamma }.
- {\displaystyle M_{+}(z)=M_{-}(z)J(z),\quad z\in \Gamma _{u}}.
- {\displaystyle M(z)\to I_{n}} wenn {\displaystyle z\to \infty }.

## Existenz und Eindeutigkeit der Lösung
Die Existenz einer Lösung zu einem RHP zu zeigen ist keine triviale Aufgabe und oft schwieriger als die Eindeutigkeit. Eine klassische Methode für ein RHP ist die Methode des steilsten Anstiegs (englisch Method of steepest descent) von Deift und Zhou.

## Beispiele

### Skalares Hilbert-Riemann-Problem
Sei {\displaystyle n=1} und {\displaystyle \Gamma =\mathbb {R} }, orientiert in Richtung {\displaystyle +\infty }.
Da wir eine skalare Funktion suchen, können wir unter Anwendung des Logarithmus die Problemstellung etwas umschreiben
{\displaystyle \log M_{+}(z)-\log M_{-}(z)=\log J(z),\quad z\in \Gamma _{u}},
welches sich mit Sokhotski-Plemeljs Formel lösen lässt. Die Lösung hat folgende Form
{\displaystyle \log M(z)={\frac {1}{2\pi i}}\int _{\mathbb {R} }{\frac {\log J(s)}{s-z}}\mathrm {d} s},
allerdings existiert dieses Integral nicht immer.

### Nichtlineare Schrödinger-Gleichung
Betrachte die nichtlineare Schrödinger-Gleichung
{\displaystyle {\begin{cases}i\psi _{t}+\psi _{xx}-2|\psi |^{2}\psi =0,\\\psi (x,0)=\psi _{0}(x)\in {\mathcal {S}}(\mathbb {R} )\end{cases}}}
wobei {\displaystyle {\mathcal {S}}(\mathbb {R} )} den Schwartz-Raum bezeichnet. Wir wählen {\displaystyle \Gamma =\mathbb {R} }, orientiert in Richtung {\displaystyle +\infty } und weiter sei für {\displaystyle z\in \Gamma }
{\displaystyle J_{x,t}(z)={\begin{pmatrix}1-|r(z)|^{2}&-{\bar {r}}e^{-2i(2tz^{2}+xz)}\\r(z)e^{2i(2tz^{2}+xz)}&1\end{pmatrix}}}
wobei {\displaystyle r(z)\in {\mathcal {S}}(\mathbb {R} )} den durch die inverse Streutransformation zu {\displaystyle y_{0}} assoziierten Reflexionskoeffizient bezeichnet.
Dann ist {\displaystyle (\Gamma ,J_{x,t})} ein RHP.